# Reattore a gocciolamento

Schema di funzionamento di un reattore a gocciolamento

Un reattore a gocciolamento è un reattore chimico in cui una corrente gassosa e una corrente liquida vengono fatte scorrere attraverso un letto fisso in cui si trova il catalizzatore solido eterogeneo. La corrente liquida scorre dall'alto verso il basso, mentre la corrente gassosa può scorrere nello stesso verso della corrente liquida o nel senso opposto.
Poiché all'interno del reattore si trovano tre fasi (catalizzatore solido, corrente liquida e corrente gassosa), il reattore a gocciolamento è un esempio di reattore trifasico. Dal punto di vista costruttivo, può essere assimilato ad colonna a riempimento in cui la fase liquida e la fase gassosa sono entrambe continue; tale condizione si manifesta quando le portate volumetriche di gas e liquido sono paragonabili; se invece la portata volumetrica di liquido fosse nettamente maggiore della portata di gas, il gas si muoverebbe sotto forma di bollicine (quindi come fase dispersa) e non si parlerebbe più di reattore a gocciolamento.

## Classificazione
A seconda della tipologia di riempimento adottata, i reattori a gocciolamento possono essere classificati in:
- reattori a gocciolamento convenzionali: in cui il riempimento è costituito da corpi di riempimento disposti in maniera casuale; il catalizzatore ricopre la superficie dei corpi di riempimento;
- reattori a gocciolamento semi-strutturati: in cui si adotta un riempimento strutturato o un monolito in cui sono scavati dei canali per il passaggio dei fluidi; nel primo caso, il catalizzatore ricopre la superficie del riempimento, mentre nel secondo caso ricopre le pareti dei canali del monolito;
- microreattori a gocciolamento: in cui le particelle di catalizzatore sono disposti all'interno di microcanali.

## Applicazioni
Il reattore a gocciolamento è utilizzato per svolgere reazioni catalitiche in cui uno o più reagenti sono in fase liquida e uno o più reagenti sono in fase gassosa. Un esempio è il processo di idrodesolforazione utilizzato nelle raffinerie per la produzione di carburanti. Altri esempi di processi in cui si utilizzano reattori a gocciolamento sono: l'ossidazione di etilene, l'idrogenazione dell'anidride maleica e il processo Fischer-Tropsch.